# Льюїстон (містечко, Нью-Йорк)
Льюїстон (англ. Lewiston) — місто (англ. town) в США, в окрузі Ніагара штату Нью-Йорк. Населення — 15 944 особи (2020).

## Демографія
Згідно з переписом 2010 року, у місті мешкали 16 262 особи в 6253 домогосподарствах у складі 4160 родин. Було 6610 помешкань
Расовий склад населення:
| - 95,6 % — білих - 1,2 % — чорних або афроамериканців - 1,0 % — корінних американців - 0,8 % — азіатів |

До двох чи більше рас належало 1,1 %. Частка іспаномовних становила 1,6 % від усіх жителів.
За віковим діапазоном населення розподілялося таким чином: 17,2 % — особи молодші 18 років, 61,6 % — особи у віці 18—64 років, 21,2 % — особи у віці 65 років та старші. Медіана віку мешканця становила 45,2 року. На 100 осіб жіночої статі у місті припадало 88,7 чоловіків;  на 100 жінок у віці від 18 років та старших — 85,5 чоловіків також старших 18 років.
Середній дохід на одне домашнє господарство  становив 81 269 доларів США (медіана — 65 539), а середній дохід на одну сім'ю — 104 521 долар (медіана — 87 713). Медіана доходів становила 57 329 доларів для чоловіків та 46 268 доларів для жінок. За межею бідності перебувало 5,7 % осіб, у тому числі 3,3 % дітей у віці до 18 років та 8,0 % осіб у віці 65 років та старших.
Цивільне працевлаштоване населення становило 7883 особи. Основні галузі зайнятості: освіта, охорона здоров'я та соціальна допомога — 28,2 %, роздрібна торгівля — 13,1 %, мистецтво, розваги та відпочинок — 12,6 %.